# Radionuclide
Un radionuclide è un nuclide instabile che decade in un altro nuclide più stabile emettendo energia sotto forma di particelle subatomiche dotate di notevole energia cinetica e/o radiazioni elettromagnetiche ad alta energia; in tutti i casi si tratta di radiazioni ionizzanti, da qui il suo nome. I radioisotopi sono isotopi radioattivi, cioè radionuclidi di uno stesso elemento chimico. Il termine più corretto per indicare una specie atomica con un nucleo formato da un determinato numero di protoni Z (numero atomico) e un determinato numero di neutroni N è infatti nuclide o, se radioattivo, radionuclide.

## Descrizione
La somma del numero di protoni Z e del numero di neutroni N di un nuclide è denominato numero di massa A = Z + N. I nuclidi aventi uno stesso numero atomico Z appartengono ad uno stesso elemento chimico e sono denominati quindi isotopi di tale elemento; quelli aventi lo stesso A sono denominati isobari, quelli aventi lo stesso N sono denominati isotoni. Per completare la terminologia sono denominati nuclidi isodiaferi quelli aventi lo stesso valore N-Z, cosa che accade per coppie di nuclei correlati da decadimento alfa; si dicono isomeri quelli che a parità di Z e A decadono per diseccitazione gamma da un livello eccitato detto stato isomerico. 
I nuclidi e/o i radionuclidi di un elemento chimico E si indicano con AZE, oppure con il nome dell'elemento con iniziale minuscola in esteso seguita da una lineetta e dal numero di massa A, ovvero in maniera abbreviata, con il simbolo chimico invece del nome: es: iodio-131 o uranio-235 o, in forma abbreviata, I-131 o U-235. Nel caso di nuclidi metastabili AmZE, es: tecnezio-99m o Tc-99m o 99m43Tc.
Radionuclidi particolari possono emettere a seconda dei casi: particelle α (42He), corrispondenti cioè a nuclei formati da due neutroni e due protoni (un atomo di elio-4 due volte ionizzato), o particelle β, corrispondenti a elettroni o positroni. Possono inoltre emettere energia sotto forma di radiazioni elettromagnetiche di alta energia dette fotoni γ, oppure decadere per fissione spontanea. Altri modi di decadimento sono il doppio decadimento  beta, che avviene con emissione di 2 elettroni o di due positroni, la cattura elettronica e la doppia cattura elettronica. Più raramente si osservano decadimenti con emissione di protoni o di neutroni, oppure anche di cluster di nucleoni (C, O, Mg, Si) e questi sono denominati, a volte, decadimenti esotici. Attraverso l'emissione di particelle e di radiazioni essi decadono, ovvero si trasformano in nuclei di atomi più stabili.

## Radionuclidi naturali
I radionuclidi responsabili del fondo di radioattività naturale sono dati da sorgenti extraterrestri, quali le stelle dalle quali ci arrivano i raggi cosmici, e da sorgenti terrestri che a loro volta si suddividono in radionuclidi naturali primordiali e radionuclidi naturali cosmogenici. Quelli primordiali vengono prodotti dal processo di nucleosintesi delle stelle e sono presenti sulla Terra sin dalla sua formazione; i radionuclidi cosmogenici sono prodotti in modo continuo dall'interazione tra la radiazione cosmica e gli atomi dell'atmosfera terrestre, ma anche dall'interazione della radiazione cosmica con le rocce e l'acqua del mare.
I radionuclidi naturali primordiali sono elencati nella seguente tabella, con i rispettivi tempi di dimezzamento:
| Elemento | Emivita (in anni) |
| -------- | ----------------- |
| 4019K    | 1,28×109          |
| 5023V    | 1,4×1017          |
| 8737Rb   | 4,75×10           |
| 11348Cd  | 9,3×1015          |
| 11549In  | 4,41×1014         |
| 12352Tl  | 1,2×1013          |
| 13857La  | 1,05×1011         |
| 14460Nd  | 2,29×1015         |
| 14762Sm  | 1,06×1011         |
| 15264Gd  | 1,1×1014          |
| 17472Hf  | 2,0×1015          |
| 17671Lu  | 3,73×10           |
| 18775Re  | 4,35×10           |
| 23290Th  | 1,40×10           |
| 23592U   | 7,03×108          |
| 23892U   | 4,47×109          |

Si ha che la maggior parte dei radionuclidi naturali primordiali appartiene alle tre serie radioattive che hanno come nuclei padri (detti capostipiti) l'238U, l'235U e il 232Th.
Per quanto riguarda i nuclei cosmogenici, la radiazione cosmica interagisce con alcuni elementi chimici già presenti nell'acqua e nelle rocce terrestri dando origine ai radionuclidi di seguito elencati:
| Elemento coinvolto | Radionuclide prodotto | Emivita (in anni) |
| ------------------ | --------------------- | ----------------- |
| O, Mg, Si, Fe      | 3H                    | 12,33             |
| O                  | 3He                   | Stabile           |
| O, Mg, Si, Fe      | 10Be                  | 1,51×106          |
| O, Mg, Si, Fe      | 14C                   | 5730              |
| Mg, Al, Si, Fe     | 21Ne                  | Stabile           |
| Ca, K, Cl, Fe      | 36Cl                  | 3,01×105          |
| Ca, K, Cl, Fe      | 36Ar                  | 35 (giorni)       |
| Ca, K, Fe          | 39Ar                  | 268               |
| Ca, Fe             | 41Ca                  | 1,03×105          |
| Te, Ba, La, Ce     | 129I                  | 1,57×107          |
| Te, Ba, La, Ce     | 126Xe                 | Stabile           |

## Radionuclidi artificiali
Sono sostanzialmente prodotti nelle esplosioni nucleari, nelle collisioni tra particelle che avvengono negli acceleratori e nei processi di fissione all'interno di reattori nucleari; in quest'ultimo caso vengono prodotti usualmente nuclei con A compreso tra 70 e 160.
Si sono diffusi nell'ambiente a causa di esplosioni nucleari a scopo bellico, quali le bombe di Hiroshima e Nagasaki, ma anche per numerose esplosioni di bombe nucleari a scopo di test, come quelli eseguiti presso l'atollo di Bikini, ed anche a causa di incidenti a reattori nucleari come quelli di Three Mile Island, Černobyl' o Fukushima, ma sono prodotti anche negli acceleratori di particelle in seguito ad attività di ricerca. Di seguito sono elencati i radionuclidi artificiali presenti nell'ambiente:
| Elemento | Emivita       |
| -------- | ------------- |
| 3H       | 12,33 anni    |
| 14C      | 5730 anni     |
| 38Sr     | 28,78 anni    |
| 134Cs    | 2,1 anni      |
| 137Cs    | 30 anni       |
| 131I     | 8 giorni      |
| 103Ru    | 39,26 giorni  |
| 140Ba    | 12,75 giorni  |
| 244Pu    | 8,08×107 anni |

## Utilizzo
I radionuclidi hanno innumerevoli impieghi in ambito scientifico (radiochimica e chimica nucleare). Possono essere usati per esempio per datare fossili, rocce, reperti archeologici (vedi metodo del carbonio-14 e numerosi altri metodi di geocronologia); In biochimica e tossicologia, nella forma chimica opportuna (composti marcati), per studiare gli effetti e le trasformazioni cui una determinata molecola va incontro per esposizione a basse concentrazioni di elementi e composti chimici; In campo biomedico, le radiazioni emesse da numerosi radionuclidi (sotto forma di radiotraccianti o radiofarmaci) si sono rivelate utili nel diagnosticare svariate patologie e/o distruggere le cellule tumorali medicina nucleare. A titolo di esempio nel solo Nord America vengono compiute circa 10 milioni di indagini radiodiagnostiche ogni anno mediante il solo radionuclide prodotto di fissione e di attivazione tecnezio-99m (circa il 50% del totale delle indagini radiodiagnostiche di medicina nucleare, escluse le tecniche utilizzanti raggi X).
Per contro, la presenza incontrollata nell'ambiente degli isotopi radioattivi di quegli elementi che vengano incorporati dagli organismi viventi può rappresentare un rischio più o meno grave dipendentemente dal tipo di radiazioni e dalla dose attribuita ai vari tessuti, in quanto le radiazioni possono alterare o danneggiare la struttura delle molecole biologiche più importanti. Tali radionuclidi sono andati aumentando lievemente a causa delle esplosioni nucleari e si sono distribuiti sulla superficie terrestre con la ricaduta radioattiva negli anni Sessanta del Novecento (il cosiddetto fall out). Tuttavia il contributo alla dose dovuto a tali eventi è assolutamente trascurabile rispetto alla dose da fonti naturali terrestri o da raggi cosmici. In termini quantitativi, secondo gli standard e le valutazioni dell'ICRP e dell'agenzia dell'ONU (UNSCEAR) in collaborazione con OMS e IAEA, il 55% della dose annua impartita all'uomo (in media 2,4 mSv/anno in sede mondiale) è dovuta al radon-222, radionuclide di origine naturale proveniente dal decadimento della catena radioattiva dell'uranio-238, detta catena 4n + 2, presente nell'aria, nelle falde acquifere naturali. L'11% della dose è dovuto all'irradiazione interna (prevalentemente dal radionuclide naturale potassio-40), l'8% da radiazione terrestre, l'8% da radiazioni cosmiche, e il restante 18% da applicazioni di tipo biomedico. Il contributo dovuto al fall-out e alla produzione di energia nucleare è invece praticamente nullo rispetto alle altre fonti.